# Melda
Der Melda ist ein Fluss in Frankreich, der im Département Aube in der Region Grand Est verläuft. Er hat seinen Ursprung im nordöstlichen Teil des Großraumes von Troyes, wo über Jahrhunderte der Lauf der Gewässer aus den verschiedensten Gründen durch menschlichen Eingriff verändert wurde. So wird heute der Melda im Gemeindegebiet von Lavau von der Vieille Seine, dem ursprünglichen Bett der Seine, abgezweigt. Er entwässert generell in nordwestlicher Richtung, teilt sich vorübergehend in zwei Flussarme (Grand Melda und Petit Melda) und mündet nach rund 24 Kilometern im Gemeindegebiet von Savières als rechter Nebenfluss in die Seine.

## Orte am Fluss
- Lavau
- Sainte-Maure
- Saint-Benoît-sur-Seine
- Mergey
- Villacerf
- Chauchigny

## Oberlauf des Flusses
Der verschwundene Oberlauf des Flusses scheint sich unter dem gleichnamigen Fluss Melda zu verstecken, der von sandre unter der GKZ F0854000 als gesonderter Wasserlauf geführt wird. Er entspringt im Gemeindegebiet von Laubressel, gelangt über den Canal d’Argentolle in den Großraum von Troyes und mündet dort in die Vieille Seine. Vermutlich hat er durch Maßnahmen der Flussregulierung die Verbindung zu seinem ursprünglichen Unterlauf verloren.